# Balança Comercial de Portugal

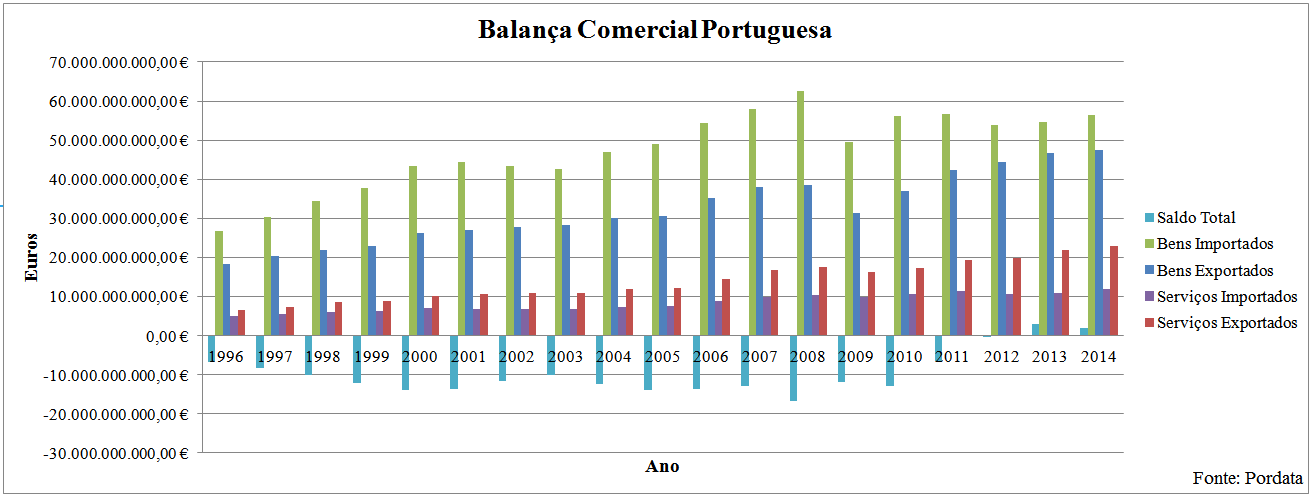
Balança comercial Portuguesa com saldo, importações e exportações de bens e serviços de 1996 a 2014 e valores em euros

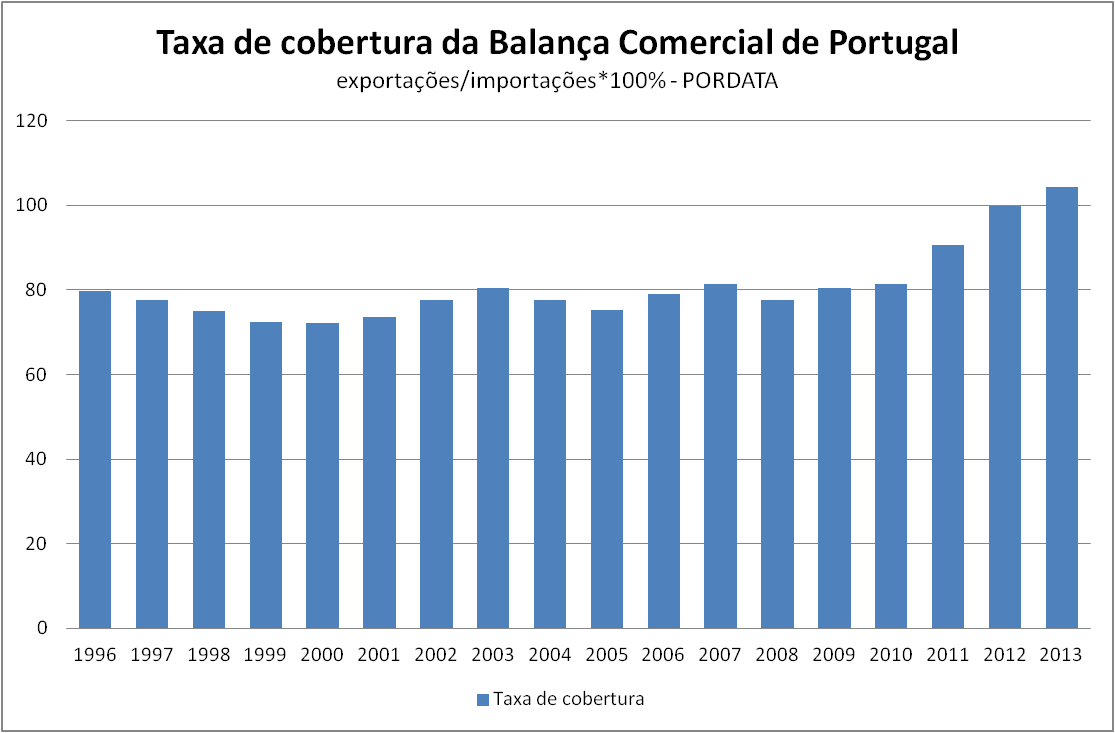
Taxa de cobertura da balança comercial de Portugal

A balança comercial de Portugal, como qualquer balança comercial, resulta da diferença entre exportações e importações para bens e serviços efetuados pelo país. Faz parte da balança corrente, sendo que esta por sua vez faz parte da balança de pagamentos.
A balança comercial de Portugal tem sido historicamente desde os anos 1990, quase sempre negativa, ou seja o país em volume de bens e serviços importa mais do que exporta. Portugal, sendo deficitário em vários setores da economia, necessita assim de realizar importações; todavia como país produtor em alguns setores económicos também realiza exportações. O maior parceiro económico de Portugal no campo das importações e exportações é a União Europeia, de onde se destacam países como a Espanha, a Alemanha ou a França. As maiores importações que o país realiza são automóveis e combustíveis, registando estas duas parcelas no total cerca de 20% do total de importações.

## Importações e Exportações em Portugal em 2010

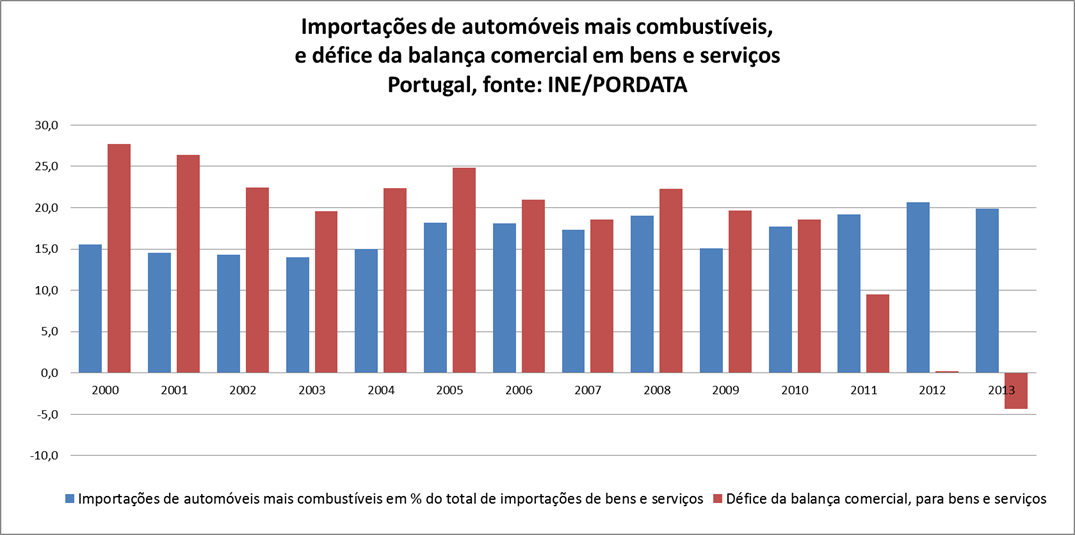
Importação de automóveis mais combustíveis líquidos versus défice da balança comercial, relevando a elevada parcela que estes dois itens têm na balança comercial.

- Importações (bens e serviços) - 66 mil milhões de euros
- Exportações (bens e serviços) - 55 mil milhões de euros

### Principais países para onde Portugal exporta
- União Europeia - 75% (Espanha - 26% do total de exportações)
- EUA e China - 20%
- Brasil - 2%
- PALOP - 1%

### Mercadorias Importadas por Portugal
| Tipo de bens                                                  | Percentagem dos Bens |
| ------------------------------------------------------------- | -------------------- |
| Combustíveis e lubrificantes                                  | 14%                  |
| Material de transporte e acessórios (automóveis, peças, etc.) | 14%                  |
| Produtos alimentares e bebidas                                | 12%                  |

### Mercadorias Exportadas por Portugal
| Produtos                  | Percentagem |
| ------------------------- | ----------- |
| Madeiras e Pasta de Papel | 15%         |
| Aparelhos Elétricos       | 15%         |
| Transportes               | 12%         |
| Têxteis                   | 10%         |
| Minério                   | 9%          |
| Calçado                   | 4%          |
| Vinho                     | 2%          |